# Almir Soto
Almir de Jesús Soto Maldonado (Barranquilla, 17 luglio 1994) è un calciatore colombiano, centrocampista del Dep. La Guaira.

## Palmarès

### Club

#### Competizioni nazionali
- Súper Liga: 2

Santa Fe: 2015, 2017

#### Competizioni internazionali
- Coppa Sudamericana: 1

Santa Fe: 2015